# 白竜山憲史
白竜山 憲史（はくりゅうやま けんし、1954年7月10日 - 2021年5月10日 ）は、兵庫県姫路市出身で時津風部屋に所属した大相撲力士。本名は奥村 素久（おくむら もとひさ）。最高位は東前頭13枚目（1981年9月場所、1982年1月場所）。現役時代の体格は178cm、119kg。得意手は突き、押し。

## 来歴・人物
実家は旅館で柔道6段の父（地元で接骨院の院長も務めていた）に鍛えられ、自身も姫路市立網干中学校在学時には、柔道初段まで昇った。
しかし、近所に住む元大相撲力士（十両まで昇進したという）に角界入りを勧められ、中学卒業を待たずに彼の古巣である時津風部屋の門を叩いた。
初土俵を踏んだのは1969年9月場所での事で、同期の初土俵組には、後の関脇・金城（栃光）などがいる。
翌11月場所、本名でもある「奥村」の四股名で序ノ口に付き、三段目時代の1972年11月より「白竜山」へと改名した。この四股名は、母親が近くの神社で姓名判断をしてもらって名付けたという。
その後幕下9枚目に在位した1977年5月場所中、網膜剥離に罹って途中休場し（目の手術のため）翌場所は初日より休場、9月場所では再び三段目に下がった。
だが目の具合が良くなると1978年7月場所では幕下上位に復帰し、1979年3月、24歳で十両に昇進。なお、1980年1月場所では同志社大学から鳴り物入りで佐渡ヶ嶽部屋に入門した当時の超大物である幕下・琴藤沢に勝利して琴藤沢の十両昇進を阻止し、最終的に琴藤沢は関取になれぬまま廃業してしまった。
その後、1981年9月場所で入幕。初土俵から、丸12年かけての新入幕であった。
突き押し相撲は巧かったが、軽量というハンディキャップのため、幕内では中々自分の相撲を取らせてもらえなかった。計3度幕内に昇進したがいずれも勝ち越しは成らず、3度目の入幕となった1982年5月場所、6日目の高見山との一番で右足首などを痛め途中休場してからは徐々に番付を下げていった。
現役晩年は三段目16枚目まで陥落し、1983年9月場所後、29歳で廃業。
その後は郷里・姫路市に戻り、家業に従事する傍ら、JR網干駅近くで相撲料理店「ちゃんこ 白竜山」を経営した。
「ちゃんこ白竜山」は、当地の土地区画整理事業に伴い、2014年5月を以って閉店している。

## 主な戦績
- 通算成績：357勝345敗46休 勝率.509
- 幕内成績：15勝22敗8休 勝率.405
- 現役在位：84場所
- 幕内在位：3場所
- 各段優勝
  - 幕下優勝：1回（1978年11月場所）

### 場所別成績
| | 一月場所 初場所（東京） | 三月場所 春場所（大阪） | 五月場所 夏場所（東京） | 七月場所 名古屋場所（愛知） | 九月場所 秋場所（東京）   | 十一月場所 九州場所（福岡） |
| --- | ----------------------- | ----------------------- | ----------------------- | --------------------------- | ------------------------- | --------------------------- |
| 1969年 （昭和44年） | x                       | x                       | x                       | x                           | （前相撲）                | 西序ノ口5枚目 4–3           |
| 1970年 （昭和45年） | 東序二段54枚目 2–5      | 東序二段68枚目 5–2      | 東序二段38枚目 4–3      | 東序二段15枚目 3–4          | 西序二段28枚目 5–2        | 東三段目73枚目 3–4          |
| 1971年 （昭和46年） | 西序二段4枚目 4–3       | 西三段目70枚目 2–5      | 西序二段8枚目 5–2       | 東三段目57枚目 5–2          | 東三段目26枚目 2–5        | 西三段目48枚目 6–1          |
| 1972年 （昭和47年） | 西三段目12枚目 3–4      | 西三段目23枚目 4–3      | 西三段目15枚目 3–4      | 西三段目23枚目 2–5          | 東三段目41枚目 3–4        | 西三段目48枚目 5–2          |
| 1973年 （昭和48年） | 西三段目20枚目 4–3      | 東三段目9枚目 2–5       | 西三段目27枚目 4–3      | 東三段目15枚目 4–3          | 西三段目3枚目 5–2         | 東幕下40枚目 3–4            |
| 1974年 （昭和49年） | 西幕下49枚目 2–5        | 東三段目4枚目 4–3       | 東幕下52枚目 6–1        | 東幕下26枚目 3–4            | 西幕下32枚目 5–2          | 西幕下16枚目 3–4            |
| 1975年 （昭和50年） | 東幕下23枚目 2–5        | 東幕下41枚目 5–2        | 西幕下22枚目 4–3        | 東幕下18枚目 2–5            | 西幕下35枚目 5–2          | 東幕下19枚目 4–3            |
| 1976年 （昭和51年） | 西幕下14枚目 3–4        | 西幕下21枚目 5–2        | 西幕下9枚目 2–5         | 西幕下20枚目 3–4            | 西幕下25枚目 4–3          | 東幕下17枚目 3–4            |
| 1977年 （昭和52年） | 東幕下26枚目 5–2        | 東幕下11枚目 4–3        | 東幕下9枚目 1–2–4       | 東幕下35枚目 休場 0–0–7     | 西三段目11枚目 6–1        | 西幕下36枚目 3–4            |
| 1978年 （昭和53年） | 西幕下47枚目 5–2        | 西幕下27枚目 4–3        | 東幕下21枚目 6–1        | 西幕下5枚目 5–2             | 西幕下筆頭 0–2–5          | 西幕下33枚目 優勝 7–0       |
| 1979年 （昭和54年） | 西幕下筆頭 4–3          | 東十両12枚目 8–7        | 西十両9枚目 7–8         | 西十両9枚目 10–5            | 東十両3枚目 5–10          | 西十両12枚目 8–7            |
| 1980年 （昭和55年） | 東十両9枚目 6–9         | 東十両13枚目 6–9        | 西幕下3枚目 5–2         | 西十両13枚目 5–10           | 西幕下7枚目 4–3           | 東幕下5枚目 5–2             |
| 1981年 （昭和56年） | 西幕下筆頭 5–2          | 西十両12枚目 8–7        | 東十両8枚目 8–7         | 東十両4枚目 9–6             | 東前頭13枚目 6–9          | 西十両3枚目 10–5            |
| 1982年 （昭和57年） | 東前頭13枚目 5–10       | 西十両筆頭 8–7          | 西前頭14枚目 4–3–8      | 西十両3枚目 休場 0–0–15     | 西十両3枚目 5–10          | 西十両8枚目 6–9             |
| 1983年 （昭和58年） | 東十両11枚目 3–12       | 東幕下8枚目 2–5         | 東幕下25枚目 2–5        | 東幕下41枚目 0–7            | 西三段目16枚目 引退 0–0–7 | x                           |
| 各欄の数字は、「勝ち-負け-休場」を示す。 優勝 引退 休場 十両 幕下 三賞：敢=敢闘賞、殊=殊勲賞、技=技能賞 その他：★=金星 番付階級：幕内 - 十両 - 幕下 - 三段目 - 序二段 - 序ノ口 幕内序列：横綱 - 大関 - 関脇 - 小結 - 前頭（「#数字」は各位内の序列） |                         |                         |                         |                             |                           |                             |

### 幕内対戦成績
| 力士名   | 勝数 | 負数 | 力士名 | 勝数 | 負数 | 力士名   | 勝数 | 負数 | 力士名 | 勝数 | 負数 |
| -------- | ---- | ---- | ------ | ---- | ---- | -------- | ---- | ---- | ------ | ---- | ---- |
| 青葉城   | 1    | 1    | 青葉山 | 0    | 1    | 東洋     | 0    | 2    | 魁輝   | 0    | 2    |
| 黒瀬川   | 0    | 1    | 高望山 | 0    | 1    | 琴千歳   | 0    | 1    | 琴若   | 1    | 0    |
| 佐田の海 | 0    | 1    | 嗣子鵬 | 2    | 0    | 大飛     | 1    | 0    | 高見山 | 0    | 1    |
| 闘竜     | 1    | 0    | 播竜山 | 0    | 1    | 飛騨ノ花 | 1    | 2(1) | 富士櫻 | 1    | 2    |
| 舛田山   | 1    | 0    |        |      |      |          |      |      |        |      |      |

## 改名歴
- 奥村（おくむら、1969年11月場所-1972年9月場所）
- 白竜山 憲史（はくりゅうやま 、1972年11月場所-1983年9月場所）